# Samuel Ball
Pour les articles homonymes, voir Ball.
Samuel Ball est un acteur américain né le 29 juin 1973 à Bunker Hill (en), Virginie-Occidentale.

## Biographie

### Carrière
Samuel Ball a commencé sa carrière à l'ABC dans un soap opera, On ne vit qu'une fois en 1998. Il est apparu dans différents rôles au cinéma et à la télévision.

## Filmographie
- 1999 : Sex and the City  (1 épisode) : Jeremiah
- 2000 : Urbania de Jon Shear : Dean
- 2002 : Dawson : L'agresseur
- 2002 : Charmed (1 épisode TV : Bite Me) : Rowan
- 2004 : 30 ans sinon rien (13 Going on 30) de Gary Winick : Alex Carlson
- 2005 : Agent de stars (Man About Town) de Mike Binder : Jimmy Dooley